# Алчевский троллейбус
Алчевский троллейбус — троллейбусная система в городе Алчевске открыта 28 мая 1954 года.
С 1962 года по 2008 год существовала троллейбусная линия Коммунарск (Алчевск) — Парижская коммуна (Перевальск), которая, помимо междугородных перевозок, выполняла функции городского транспорта в райцентре.
Весной–летом 2022 года система оказалась в зоне боевых действий. 17 июля 2022 года движение было прекращено. Имеющийся подвижной состав и депо уничтожены в результате ракетного обстрела.

## История

### Предыстория
Ворошиловское троллейбусное управление было основано 28 мая 1954 года.
Первые водители были обучены в Киеве, Одессе, Сталино в 1954 году, а позже было организовано обучение при троллейбусном депо в Ворошиловске.
Движение троллейбусов началось 25 сентября 1954 года по маршруту от депо (ул. Тельмана) до металлургического завода. Троллейбусы следовали от кольца возле депо по ул. Кирова, далее по ул. Ворошиловградской (ныне ул. Луганской) и нынешней ул. Коммунальной до транспортной проходной металлургического завода, где было построено кольцо. Сейчас на ул. Коммунальной имеются лишь артефакты от бывшей первой линии троллейбуса и кольца.

### Развитие
К концу 1955 года в парке стало 18 троллейбусов. Была построена линия по ул. Ворошиловградской и далее до Химзавода. Маршруту «депо — метзавод» был дан № 1, а новому маршруту «депо — химзавод» — № 2.
В 1956 году в парке стало 22 троллейбуса. От улицы Кирова была построена линия до тоннеля, по ней был введён маршрут № 3 «депо — тоннель (пр. Маркса)»
В 1957 году парк имел 32 троллейбуса, и контактная сеть была продлена от тоннеля до ул. Московской, по которой пущен маршрут № 4 «Ул. Московская — тоннель (пр. Маркса)».
В 1958 году парк насчитывал 35 машин. Через тоннель, соединяющий основной город с пос. Горького и ЖД вокзалом, проложена троллейбусная линия, вместо проектируемого в конце 40-х гг. трамвая. Через тоннель до ЖД вокзала были продлены маршруты № 3,4. Таким образом город был соединён с посёлком им. Горького (Жиловкой).
В 1959 году парк пополнили 7 троллейбусов. Маршруты № 2, 3 были продлены до шахты Украина (ныне кольцо «автовокзал»).
В 1960 году маршрут № 3 был продлён до пл. Ленина пос. им. Парижской Коммуны (сейчас г. Перевальск).

### 1961—1975
В 1961 году парк имеет 44 машины, построена линия по пос. Васильевка. Введён новый маршрут № 5 «Лиман — Васильевка» (через ул. Кирова).
В 1962 году был продлён маршрут № 3 на шахту 25, введена в эксплуатацию тяговая подстанция № 3, а также продлены маршруты № 2а, 4 от больницы «Лиман» до совхоза «Лиман» (там где сейчас ул. Попова), маршрут № 2а перенумеровали в № 6 «Лиман — Химзавод».
Прибыли на испытание 10 троллейбусов марки ЛАЗ, по результатам которых они были пущены в серийное производство
В 1963 году парк имел 50 машин. Была введена в эксплуатацию линия от ул. Кирова до деревообрабатывающего комбината. Маршрут № 5 был изменён на «Васильевка — ДОК».
В 1964 году троллейбусов стало 71. Взамен изменённому в 1963 маршруту № 5, введён маршрут № 7 «Лиман — Васильевка»
В 1965 году — 83 троллейбуса. В 1966 году — 91 троллейбус. В 1968 году троллейбусный парк насчитывал 87 троллейбусов. В 1969 году парк пополнился 6 машинами, 10 списано, к концу года парк составил 81 машину.
В 1970 году было получено 6 машин типа ЗиУ-5 и Киев-6, было списано 9 троллейбусов типа ЛАЗ. Была построена троллейбусная линия от ул. Попова до квартала 400 (до нынешней ул. Гмыри), по ней был продлён маршрут № 4 следовавший от Проката через ул. Липовенко.
В 1971 году парк насчитывал 77 машин.
В 1972 году введена линия от ул. Красных партизан по ул. Декабристов до ПТУ № 8 (позже завода «Сигнал»). По ней пущен заново введённый маршрут № 1. В 1974 году линию от ПТУ № 8 продлили по Ленинградской ул. до ул. Горького, а маршрут № 1 стал ходить от ул. Гмыри по Ленинградской ул. до Химзавода
К концу 1975 года парк имел более 100 машин.
Позже была построена и введена в эксплуатацию троллейбусная линия длиной 6,2 км на пос. Административный с тяговой подстанцией № 5 мощностью 1.4 МВА; построена линия по пр. Металлургов от ул. Гмыри до квартала 58, по ней продлены маршруты № 1 и № 8, что улучшено сообщение кварталов 58 и 59

###### После 1991 года
В 1991 году были получены 8 троллейбусов, 2 из которых, сочленённые, приобретены меткомбинатом, это были первые «гармошки» в городе.
В 1992 году было списано 9 троллейбусов, не получено ни одного; в 1993 году списано ещё 10 троллейбусов.
В 1992 году была введена в эксплуатацию тяговая подстанция № 6 и прилегающая к ней линия от шахты 25 до шахты 5. По линии продлён маршрут № 3.
В 1994 году маршрут № 3 «Шахта 5 — Ж.-д. вокзал» разделён на два: № 2 и № 3, с целью экономии
В 2003 году был отменён маршрут № 7 (пр. Металлургов — ЖБИ 11) и введён новый маршрут № 6а (пр. Металлургов — Рынок).
В 2004 году КП «АТУ» переименовывают в КП «Алчевскпастранс». Все троллейбусы из депо № 1 переводят в депо № 2, а на базе депо № 1 остаётся только капитальный ремонт троллейбусов. В АПТ насчитывается 68 троллейбусов. На линию выходит 42 троллейбуса (в час пик).
В конце 2005 года в город прибыли два троллейбуса ЮМЗ-Т2 (стоимостью по 600 тыс. грн.). Была достроена троллейбусная линия от ул. Ленина по ул. Гмыри до Волгоградской ул.. И был введён маршрут № 9 Волгоградская ул. — Прокат. Велись работы по закольцеванию линии от кольца на Волгоградской ул. вокруг квартала 60 (по Сарматской ул.) до кольца ул. Гмыри, но в апреле 2006 года они были прекращены.
На пресс-конференции 22 ноября 2007 года начальник КП «Алчевскпастранс» пообещал, что к 2009 году работы будут доведены до конца. В начале 2007 года Алчевск получил три троллейбуса TrolZa ХТU-682ГОМ (ЗИУ-682Г-016.02).
В 2008 году был куплен один новый троллейбус Днипро-Е187, парк троллейбусов значительно сократился из-за списания старых машин. Из 65 машин было оставлено 57. Было прекращено движение троллейбусов по маршруту № 2, который проходил по территории соседнего с Алчевском города Перевальска. 6 сентября был запущен новый троллейбусный маршрут № 11.
С 1 октября на маршруте № 10, с 23 октября на маршруте № 1, а с 1 ноября на маршруте №5 введена бескондукторная система оплаты проезда. 16 января 2009 на маршруте № 3 также отменены кондукторы. С 1 февраля на всех маршрутах введена бескондукторная система оплаты проезда, талоны на проезд продаются у водителей и во всех киосках и магазинах расположенных вблизи остановок..
С начала 2011 года предприятие перешло на пятидневный график работы водителей.
Летом 2012 полностью демонтирована контактная сеть бывшего маршрута № 2 (г. Перевальск).
На 26 февраля 2013 года была назначена бессрочная забастовка работников, пока не будет выплачена заработная плата. 13 февраля вместо уволившегося Александра Третьякова, назначен новый директор Александр Орлов. Забастовка продлилась 3 дня. На 31 сессии Алчевского городского совета шестого созыва было принято решение о выделении средств в уставный фонд КП «Алчевскпастранс» на погашение задолженности по заработной плате, после чего стачком заявил о прекращении забастовки.
В марте 2013 были списаны 4 троллейбуса.
В июле 2022 года планировалось поставить в Алчевск 2 троллейбуса производства завода Транс-Альфа 
17 июля 2022 года в ходе боевых действий на Украине в ходе обстрела ракетами 16 июля 2022 года было разрушено троллейбусное депо №2, подвижной состав и инфраструктура были практически полностью уничтожены. Впоследствии принято решение троллейбусное движение не восстанавливать.
С августа 2022 года ведется демонтаж контактной сети в городе. Демонтирована линия по улице Липовенко.
К августу 2023 года контактная сеть троллейбуса ликвидирована в городе полностью.

### Руководители предприятия
С ноября 2020 года и. о. директора Марина Миславская
| Ф. И. О.                         | период                                       |
| -------------------------------- | -------------------------------------------- |
| Войтенко Андрей Александрович    | 1954—1956                                    |
| Изотенко Степан Степанович       | 1956—1964                                    |
| Кустодеев Виктор Михайлович      | 1964—1965                                    |
| Войтенко Андрей Александрович    | 1965—1981                                    |
| Попов Юрий Иванович              | 1981—2001                                    |
| Черевань Павел Павлович          | 2001 — июнь 2008                             |
| Нестеров В. А. (и. о. директора) | июнь — декабрь 2008                          |
| Носова Анна Михайловна           | декабрь 2008 — ноябрь 2009                   |
| Третьяков Александр Иванович     | ноябрь 2009 — 12 февраля 2013                |
| Орлов Александр Михайлович       | 13 февраля — 30 июля 2013                    |
| Холодов Игорь Владимирович       | 31 июля — 19 октября 2013                    |
| Кондруцкий Василий Иванович      | (в октябре и. о.) 1 ноября — 23 декабря 2013 |
| Терещенко Александр Иванович     | 24 декабря 2013 — 18 апреля 2014             |
| Алексей Карапетович Галстян      | май 2014 — декабрь 2015                      |
| Поляновский Валерий Витальевич   | январь 2016 — ноябрь 2020                    |

## Инфраструктура

### Контактная сеть
Контактная сеть в городе составляет чуть более 65 км в однопутном исчислении. Из них служебная около 3,5 км (в депо 2). Наибольшее распространение в городе получили простая поперечная и поперечная цепная подвеска контактных проводов. Для разветвления и пересечения линий используется около 60 спецчастей (стрелок: СТУ-5, СТС-5; пересечений: МПИ-5)

### Депо
Депо 1 — депо было открыто в 1954 году вместе с пуском троллейбуса в городе. Рассчитано на 60-80 машино-мест. В депо имелось 2 проездных смотровых ямы на 6 троллейбусов и 4 ремонтных бокса на 4 троллейбуса. С 90-х годов депо эксплуатировалось как база для капитального ремонта троллейбусов. В 2004 году все троллейбусы перевели в депо 2, но капитальный ремонт остался. С 2007 года на территории расположилась частная газозаправочная станция. В 2008 году депо полностью ликвидировано.
Депо 2 — депо было открыто в 1974 году, так как имеющееся депо 1 было переполнено а в районе новых застроек активно развивалась троллейбусная сеть. Рассчитано на 100—110 машино-мест. Пострадало во время боевых действий летом 2022 года. Большая часть подвижного состава уничтожена.

## Подвижной состав
| Марка троллейбусов | Количество на сегодня/за все годы | Парковые номера                    | Годы эксплуатации |
| ------------------ | --------------------------------- | ---------------------------------- | ----------------- |
| ЗИУ-682            | 0/193                             | 153—213, 227—266, 268—332, 334—360 | 1975 — 2022       |
| ЗИУ-683            | 0/2                               | 361—362                            | 1991 — 2022       |
| ЗИУ-620520         | 0/3                               | 368—370                            | 1996 — 2022       |
| ЮМЗ-Т1             | 0/5                               | 363—367                            | 1993 — 2022       |
| ЮМЗ-Т2             | 0/2                               | 371—372                            | 2005 — 2022       |
| ЗиУ-682Г-016.02    | 0/3                               | 373—375                            | 2007 — 2022       |
| Дніпро-Е187        | 0/1                               | 376                                | 2008 — 2022       |
| КТГ-1              | 0/2                               | 267, 333ТГ                         | 1980? — 2022      |
| КТГ-2              | 0/1                               | 152                                | 197? — 1989 (?)   |
| МТБ-82Д            | 0/44                              | 1-44                               | 1954—1972         |
| Киев-2             | 0/16                              | 84—99                              | 1966—1976         |
| Киев-4             | 0/30                              | 100—129                            | 1967—1977         |
| Киев-6             | 0/15                              | 130-134, 136—137, 150—151, 221—226 | 1970—1985         |
| Киев-5             | 0/46                              | 45—83                              | 1963—1972         |
| ЗиУ-5              | 0/19                              | 138—149, 214—220                   | 1971—1981         |

- Алчевск единственный город области (и один из немногих на Украине), в котором троллейбусы ЮМЗ Т1 не подверглись укорачиванию.
- С 1988 по 2002 год в городе эксплуатировался троллейбусный поезд[10][11] № 326+327 из двух машин ЗиУ-682, работающих по системе Владимира Веклича.[12][13]